# ريكارد لانغ
ريكارد لانغ (بالكرواتية: Rikard Lang)‏ هو اقتصادي ومحامي كرواتي، ولد في 22 فبراير 1913 في فينكوفسي في كرواتيا، وتوفي في 16 سبتمبر 1994 في زغرب في كرواتيا.